# 89
Het jaar 89 is het 89e jaar in de 1e eeuw volgens de christelijke jaartelling.

## Gebeurtenissen

### Italië
- Keizer Domitianus geeft op beschuldiging van onrust en ordeverstoring, alle filosofen de opdracht Rome te verlaten.
- Plinius de Jongere wordt benoemd tot quaestor, hij houdt toezicht over de schatkist en financiën van het Romeinse Keizerrijk.
- Plutarchus (89-105) volgt Polycarpus op als Patriarch van Constantinopel.

### Europa
- Lucius Antonius Saturninus wordt in Mogontiacum (Mainz) door Legio XIIII Gemina en Legio XXI Rapax, tot imperator uitgeroepen.
- Domitianus onderdrukt de opstand in Germania Superior, hij laat Saturninus en andere hoge officieren in het openbaar executeren.
- De provincies Germania Inferior en Germania Superior worden losgemaakt van Gallia Belgica. Germania Inferior wordt de meest noordelijke provincie van het Romeinse Rijk.

### Balkan
- Domitianus stuurt Legio XIII Gemina naar Dacië, om de Rijksgrens (limes) aan de Donau te versterken.
- De Romeinen stichtten Aquincum (thans het onderdeel Boeda van Boedapest), bij het legerkamp verrijst het handelsdorp Óbuda.

### China
- Dit is het eerste jaar van de Yongyuan periode van de Chinese Han-dynastie.